# Alles Banane – Die Kinderhitparade
Alles Banane – Die Kinderhitparade war eine Kindersendung in der ARD, von der 16 Sendungen von 1991 bis 1992 ausgestrahlt wurden. In der Sendung traten Kinder auf, die jugendgerechte Cover-Versionen populärer Lieder sangen. Moderiert wurde die Sendung vom damals 14-jährigen Eric Schnecko.
Die Lieder erschienen auf CDs (Alles Banane – Die Kinderhitparade 1–3, BMG/Ariola).